# John J. Yeosock

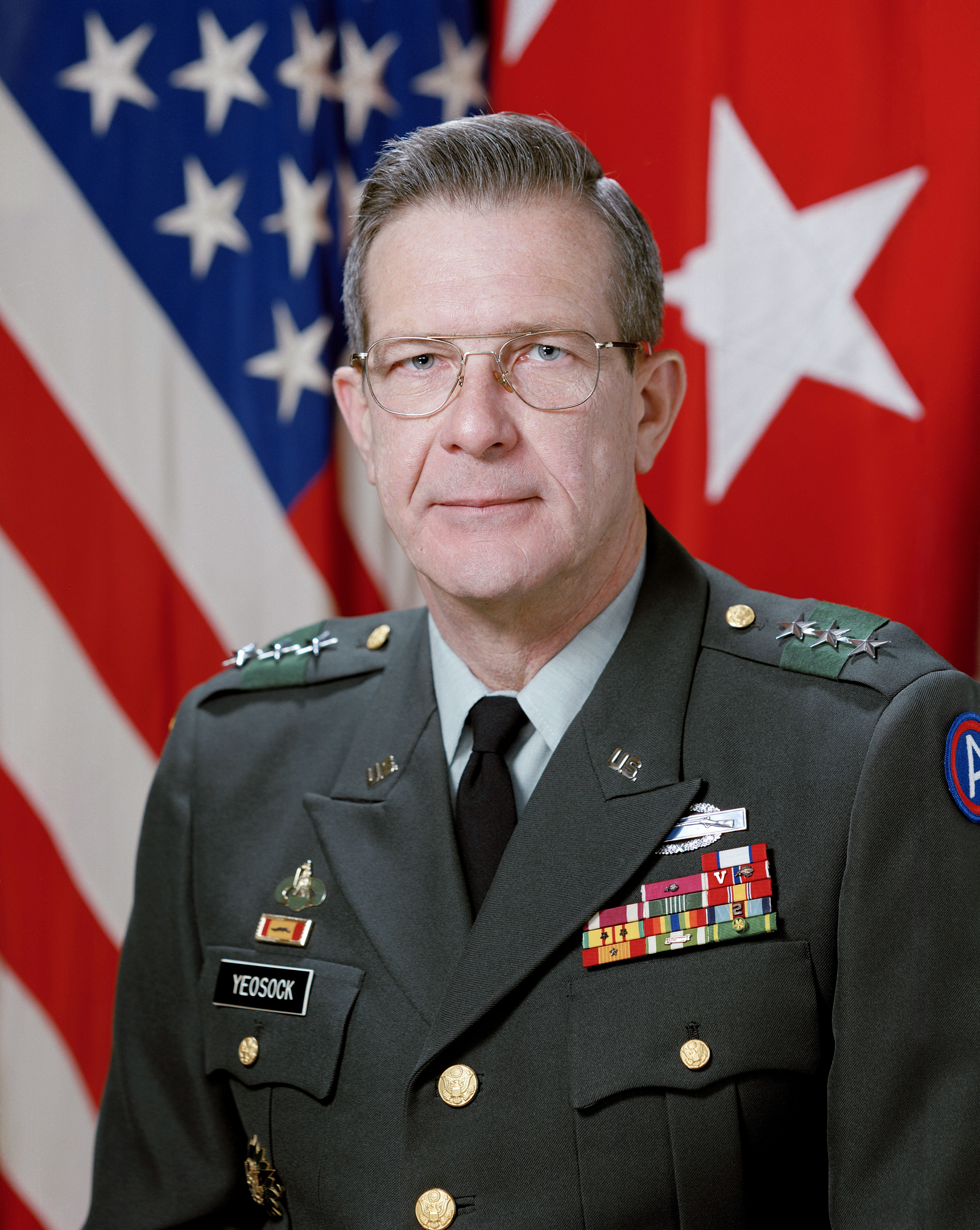
Generalleutnant John J. Yeosock (1989)

John J. Yeosock (* 18. März 1937 in Wilkes-Barre, Pennsylvania; † 15. Februar 2012 in Fayetteville, Georgia) war ein Generalleutnant der US Army, der unter anderem während der Operationen Desert Shield und Desert Storm im Zweiten Golfkrieg Kommandeur der 3. US-Armee war.

## Leben

### Studium und Aufstieg zum Kommandeur der 1. US-Kavalleriedivision
Yeosock wuchs in Plains Township auf, einem Ort im Luzerne County, und absolvierte anschließend das Valley Forge Military Academy and College, das er mit Auszeichnung abschloss. Aufgrund einer Sehschwäche wurde er jedoch nicht an der US Military Academy in West Point aufgenommen und absolvierte stattdessen das Reserve Officer Training Corps (ROTC) der Pennsylvania State University, die er 1959 mit einem Bachelor of Science der Ingenieurwissenschaften (B.Sc. Industrial Engineering) abschloss. Ein späteres postgraduales Studium an der US Naval Postgraduate School beendete er mit einem Master of Science (M.Sc. Operations Research/Systems Analysis).
Nach anschließenden Verwendungen in Deutschland diente er während des Vietnamkrieges als Waffensystemoffizier. Er fand im Anschluss weitere Verwendungen in Washington, D.C., Fort Bliss sowie in Südkorea und war Kommandeur der 194. Gepanzerten Brigade (194th Armored Brigade), ehe er Chef des Stabes der 1. US-Kavalleriedivision in Fort Hood war.
Nachdem er Anfang der 1980er Jahre Leiter einer Gruppe von US-Militärangehörigen war, die helfen sollte, die Nationalgarde Saudi-Arabiens zu modernisieren, wurde er stellvertretender Kommandeur der 1. US-Kavalleriedivision und dann 1984 stellvertretender Chef des Stabes für Operationen des US Army Forces Command in Fort McPherson. Im Anschluss wurde Yeosock im Juni 1986 Kommandeur der 1. US-Kavalleriedivision, behielt diesen Posten bis Mai 1988 und war danach Assistent des stellvertretenden Chef des Stabes für Operation und Planung im US Department of the Army, der für das Heer zuständigen Behörde im Verteidigungsministerium der Vereinigten Staaten.

### Zweiter Golfkrieg

Karte mit den Bewegungen der Bodentruppen während der Operation Desert Storm vom 24. bis 28. Februar 1991

Nach seiner Beförderung zum Generalleutnant wurde er am 17. März 1989 Kommandeur der 3. US-Armee in Fort McPherson. Nach der Invasion irakischer Truppen in Kuwait am 2. August 1990 und damit verbundenen Beginn des 2. Golfkrieges, wurde 3. US-Armee nach Saudi-Arabien verlegt, um dort beim Aufbau von Truppenverbänden zum Schutz des Emirats im Rahmen der Operation Desert Shield zu helfen. Während der ersten Kriegsmonate bildete die 3. US-Armee den Kern des linken Flügels gegen die irakische Armee. Er gehörte damit im für den Einsatz im Zweiten Golfkrieg zuständigen US Central Command neben dem Kommandeur General Norman Schwarzkopf junior, dem Chef des Stabes, Generalmajor Robert B. Johnston, sowie den weiteren Kommandeuren der Teilstreitkräfte im US Central Command, Vizeadmiral Stan Arthur (US Navy), Generalleutnant Walter E. Boomer (US Marines) sowie Generalleutnant Chuck Horner (US Air Force) zu den wichtigsten Generalen der US-Streitkräfte.
Als sich Yeosock ab dem 19. Februar 1991 in medizinischer Behandlung in Deutschland befand, wurde das Kommando über die 3. US-Armee kommissarisch von Generalmajor Calvin Waller übernommen. Am 18. Juli 1992 wurde schließlich Generalleutnant James R. Ellis Kommandeur der 3. US-Armee, während Yeosock schließlich im August 1992 aus dem aktiven Militärdienst ausschied.
Nach seinem Tod aufgrund eines Bronchialkarzinoms wurde Yeosock auf dem Nationalfriedhof Arlington beigesetzt.

## Auszeichnungen
Auswahl der Dekorationen, sortiert in Anlehnung der Order of Precedence of Military Awards:
- Army Distinguished Service Medal
- Legion of Merit (2 x)
- Bronze Star (2 x)
- Meritorious Service Medal
- Army Commendation Medal
- Mitglied der französischen Ehrenlegion